# Président de la république d'Estonie
Le président de la république d'Estonie (en estonien : Eesti Vabariigi President) est le chef de l'État de la république d'Estonie, dont les compétences politiques et institutionnelles sont régies par le chapitre V de la Constitution de l'Estonie.
L'Estonie est une république parlementaire, en conséquence le président de la République a surtout une fonction représentative et n'a pas de pouvoir exécutif important. Il doit suspendre son adhésion à tout parti politique pendant son mandat. Toutes les fonctions politiques exercées par le président de la République prennent fin lorsqu'il prend ses fonctions. Ces mesures ont pour objectif de garantir l’impartialité de la fonction.

## Élection présidentielle

### Indépendance de la fonction
Selon l'article 84 de la Constitution, « lors de son entrée en fonction, le mandat et les obligations du président de la République dans toutes les autres fonctions où il a été élu ou nommé prennent fin, et son appartenance aux partis politiques est suspendue pour la durée de son mandat ».

### Système électoral
Le président de la République d'Estonie est élu au scrutin indirect pour un mandat de cinq ans, renouvelable une seule fois de manière consécutive,.
La procédure peut prendre jusqu'à cinq tours de scrutin, via deux collèges électoraux différents. Aux trois premiers tours de scrutin, seuls votent les 101 députés membres du Riigikogu. Pour être élu, tout candidat doit recueillir le soutien d'au moins deux tiers du total des députés, soit en l'espèce 68 voix. En cas d'échec au premier tour, un deuxième tour a lieu le lendemain. Si celui-ci ne permet pas de désigner un nouveau chef de l'État, un troisième tour de scrutin est tenu le même jour, où seuls peuvent se présenter les deux candidats arrivés en tête du deuxième tour. Bien que réduit à deux candidats, ce troisième tour peut malgré tout ne pas dégager de vainqueur, le quorum des deux tiers étant maintenu.
Si personne n'a été élu à l'issue de ces trois tours, un collège électoral, constitué des députés et de représentants des collectivités locales, est convoqué par le président du Riigikogu dans un délai d'un mois. Est alors élu celui qui obtient la majorité absolue du total des membres du collège électoral. Si ce quatrième tour est infructueux, un cinquième est organisé selon les mêmes règles. Comme la majorité requise est celle de la totalité des membres, et que ces derniers peuvent voter blanc, nul, ou s'abstenir, il est possible qu'aucun candidat ne ressorte vainqueur, même au dernier tour. En cas d'échec de ces deux tours par le collège électoral, la procédure retourne au parlement pour y être recommencée depuis le début.
Aux deux premiers tours, seuls peuvent être candidats les citoyens estoniens âgés d'au moins 40 ans et pouvant justifier du soutien d'au moins un cinquième des députés, c'est-à-dire 21 élus. Au quatrième tour, outre les deux candidats ayant obtenu le plus grand nombre de voix au Riigikogu, tout citoyen justifiant du soutien de 21 membres du collège électoral a le droit d'être candidat.

### Prestation de serment
Conformément à l’article 81 de la Constitution, le président de la République doit prêter le serment suivant devant le Parlement :

« Astudes Vabariigi Presidendi ametisse, annan mina, [prénom et nom], pühaliku tõotuse kaitsta vankumata Eesti Vabariigi põhiseadust ja seadusi, õiglaselt ja erapooletult kasutada minule antud võimu ning täita ustavalt oma kohuseid kõigi oma võimete ja parima arusaamisega Eesti rahva ja Vabariigi kasuks. »

— Article 81 de la Constitution

« En assumant la fonction de Président de la République, je [prénom et nom] jure solennellement de défendre sans faillir la Constitution et les lois de la république d'Estonie, d'exercer les pouvoirs qui m'ont été confiés d'une façon juste et équitable, et de remplir fidèlement mon devoir avec toutes mes capacités et le meilleur de ma compréhension, pour le bien du peuple estonien et de la république d'Estonie. »

— Article 81 de la Constitution

## Compétences du président de la République

Drapeau du président.

En vertu de la Constitution, le président de la République a les pouvoirs suivants :
- il représente la république d'Estonie dans les relations internationales[5]
- il nomme et relève de leurs fonctions, sur la proposition du gouvernement, les représentants diplomatiques de la république d'Estonie, et reçoit les lettres de créance des représentants diplomatiques accrédités en Estonie[6] ;
- fixe la date des élections ordinaires du Parlement et des élections extraordinaires conformément aux dispositions pertinentes de la Constitution[7] ;
- il convoque la nouvelle législature du Parlement et ouvre sa première session[8] ;
- il propose au président du Parlement de convoquer une session extraordinaire de l'assemblée[9] ;
- il promulgue les lois et signe les traités de ratification[10] ;
- il est à l'initiative de la révision de la Constitution[11] ;
- il désigne le candidat au poste de Premier ministre[12] ;
- il nomme et relève de leurs fonctions les membres du gouvernement[13] ;
- il présente des propositions au Parlement pour la nomination aux fonctions de président de la Cour d'État, de président du conseil de la Banque d'Estonie, de contrôleur d'État, et du chancelier de justice[14] ;
- il  nomme, sur proposition du conseil de la Banque d'Estonie, le président de la Banque d'Estonie[15] ;
- il nomme les juges sur proposition de la Cour d'État[16] ;
- il décerne les décorations publiques, les grades militaires et diplomatiques[17] ;
- il est le commandant suprême de la défense nationale de l'Estonie[18] ;
- il fait des propositions au Parlement pour la proclamation de l'état de guerre, de la mobilisation et de la démobilisation et pour la proclamation de l'état d'urgence[19] ;
- il proclame, en cas d'agression armée contre l'Estonie, l'état de guerre ; décide de la mobilisation et nomme le commandant en chef des forces de défense[20] ;
- il accorde la grâce aux personnes condamnées, à leur demande, en dispensant le condamné de l'exécution de la peine ou en la réduisant[21] ;
- et il a l'initiative des poursuites pénales contre le chancelier de justice[22].

### Compétence diplomatique
Le président de la République représente l'Estonie dans les relations internationales ce qui inclut la ratification des traités préalablement approuvé par le gouvernement. Exceptionnellement, le président peut représenter l'Estonie au Conseil européen à la place du Premier ministre de l'Estonie.
Il nomme les représentants diplomatiques de l’Estonie et reçoit les lettres de créances des représentants diplomatiques accrédités en Estonie.

### Organisation des élections
Le président de la République fixe la date des élections ordinaires au Parlement et des élections extraordinaires conformément aux articles 89, 97, 105 et 119 de la Constitution.
Les élections extraordinaires peuvent être convoqués dans quatre situations : si l'Assemblée ne parvient pas à voter la loi de finance annuelle l’État, s'il ne parvient pas à obtenir l'approbation populaire lors d'un référendum, s'il ne parvient pas à élire un Premier ministre, ou s'il passe une motion de censure contre le gouvernement et le gouvernement, en retour, demande au président de la République de convoquer des élections extraordinaires (celui-ci peut, dans ce cas, refuser).

### Promulgation des projets de loi
Le président de la République peut refuser de promulguer un projet de loi dans les 14 jours suivant sa réception (le plus souvent car la loi est jugée contraire à la Constitution). Dans ce cas, le projet de loi est renvoyé à l'Assemblée nationale avec le motif de la décision de refus. Le Parlement peut alors décider d'amender la loi conformément aux remarques du président de la République, d'abandonner la loi ou de la revoter sans changement une deuxième fois. Dans ce dernier cas, le président est obligé de promulguer la loi ou, s'il la considère anticonstitutionnelle, de demander à la Cour suprême (Riigikohus)de vérifier sa constitutionnalité. Si la Cour suprême considère que la loi n'est pas anticonstitutionnelle, le président de la République est obligé de la signer.

### Révision de la Constitution
Ce droit a été utilisé à deux occasions seulement. Le président Lennart Meri proposa d'introduire l'élection directe du président de la République et de créer une Cour constitutionnelle à la fin de son mandat. Cette proposition ne trouva pas de soutien au sein du Parlement. Toomas Hendrik Ilves, proposa de supprimer la mention des titres « commandant » et « commandant en chef des forces de défense » de la Constitution afin qu'ils puissent être nommés par le gouvernement et pas par l'Assemblée nationale. Les deux amendements, approuvés par l'Assemblée le 13 avril 2011, sont entrés en vigueur le 22 juillet suivant.

## Résidence officielle

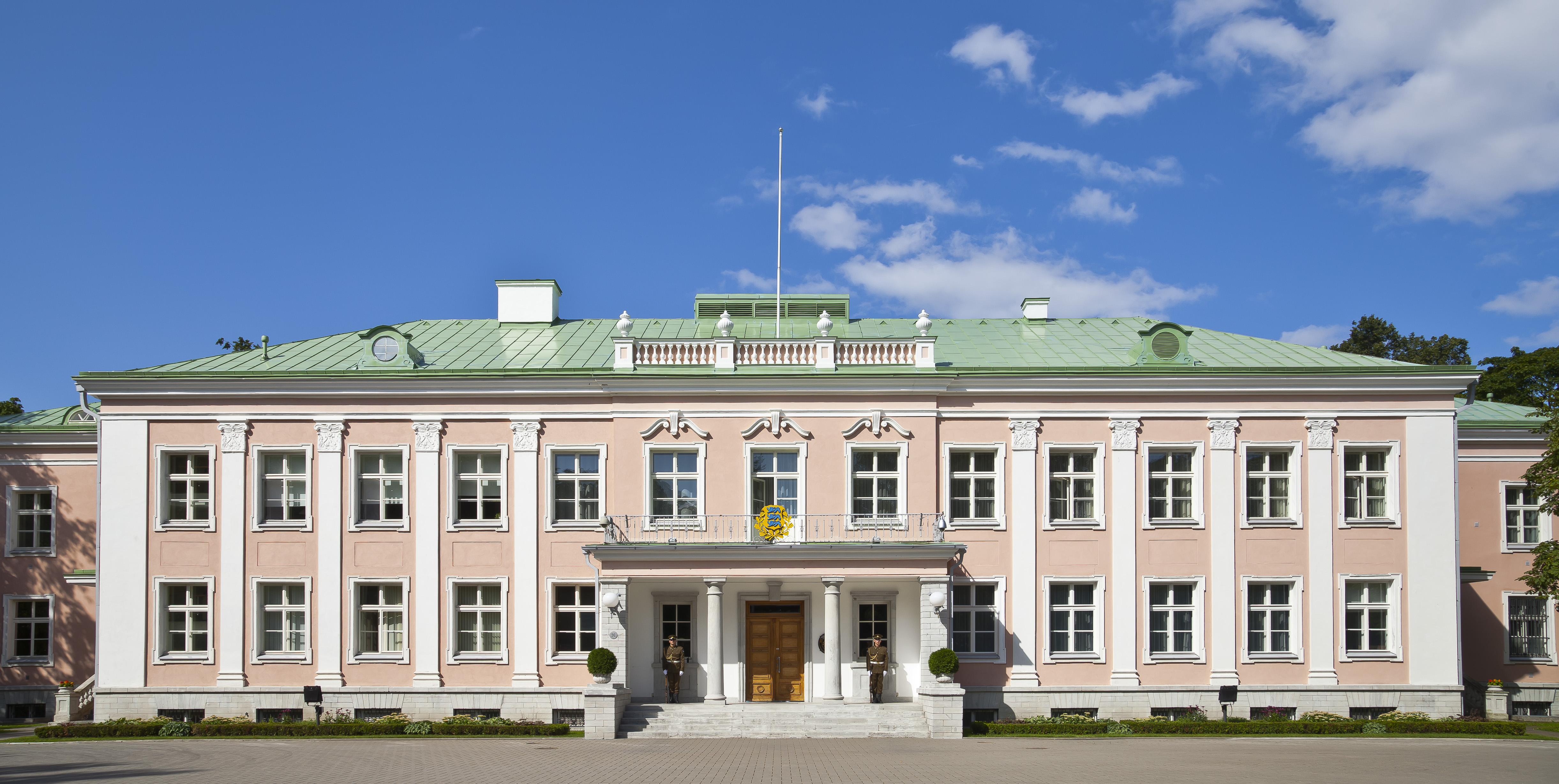
Palais présidentiel d'Estonie.

Le président de la république d'Estonie réside officiellement au palais présidentiel, dans le quartier de Kadriorg à Tallinn.